# Església de la Mare de Déu de Kazan (Riga)
L'Església de la Mare de Déu de Kazan (en letó: Kazanas Dievmātes ikonas pareizticīgo Baznica) és una Església Ortodoxa a la ciutat de Riga capital de Letònia, està situada al carrer Lielajā Kalna, 19/21. Diverses vegades l'església ha canviat la seva denominació, afiliació, nom i ubicació. Aquesta és una de les esglésies de fusta més antigues de Riga.